# Jatropha bartlettii
Jatropha bartlettii är en törelväxtart som beskrevs av Robert Lynch Wilbur. Jatropha bartlettii ingår i släktet Jatropha och familjen törelväxter. Inga underarter finns listade i Catalogue of Life.